# Drown
"Drown" é uma canção da banda de rock britânica Bring Me the Horizon, lançada em 21 de outubro de 2014. Lançada originalmente como single independente, uma versão remixada apareceu no quinto álbum de estúdio da banda, That's the Spirit (2015) e então "Drown" se tornou single principal do álbum. A faixa, musicalmente, marca uma mudança no som metalcore previamente estabelecido da banda. Em vez disso, foi descrita pelos críticos como uma música pop punk com tendência emo, rock, e arena rock.
Alcançou a 17ª posição na UK Singles Chart, tornando-se o primeiro single da banda no top 20 em seu país de origem. Foi indicada para o prêmio de Melhor Single da Kerrang! Awards de 2015.

## Promoção e lançamento
A canção foi anunciada em 13 de outubro de 2014 nas redes sociais da banda. Antes de ser lançada, vazou em 21 de outubro de 2014 no YouTube por acidente devido a um erro da Epitaph Records, a gravadora da banda nos Estados Unidos. Mais tarde no mesmo dia, estreou oficialmente na BBC Radio 1. Após ir ao ar na rádio, Oliver Sykes foi entrevistado por Zane Lowe. Foi relatado que "Drown" não apareceria em nenhum álbum de estúdio da banda, no entanto, foi posteriormente anunciada como a nona faixa do novo álbum That's the Spirit, embora em uma versão remixada.
O lançamento de "Drown" no iTunes foi marcado para 7 de dezembro de 2014. No entanto, no início de outubro, Oliver Sykes começou a divulgar as letras na forma de imagens no Twitter. Ele também postou uma mensagem comunicando que se “#DROWN” virasse tendência no Twitter, eles lançariam a música mais cedo. Sucessivamente, "Drown" foi lançada no iTunes em 3 de novembro de 2014. Foi lançada como picture disc em 8 de dezembro.
Mais tarde, em 8 de setembro de 2015, a banda executou uma versão acústica de "Drown", que fez parte de uma sessão de rádio no Maida Vale Studios, para a BBC Radio 1 com Annie Mac, ao lado de "Happy Song" e "Throne". Além disso, foi acompanhada por um pequeno grupo de violinistas. Em 25 de dezembro de 2015, o grupo lançou a performance acústica de "Drown" da BBC Radio 1 como single independente.

## Videoclipe
O videoclipe da faixa foi lançado em 21 de outubro de 2014 por meio da conta Vevo. Apresenta a banda tocando a faixa "de forma bastante rígida", sendo descrita como "muito longe de seus energéticos shows ao vivo".

## Créditos
Créditos adaptados do Tidal.
Bring Me The Horizon
- Oliver Sykes – vocais, produção, composição, programação
- Lee Malia – guitarra, composição
- Matt Kean – baixo, composição
- Matt Nicholls – bateria, composição
- Jordan Fish – teclados, sintetizadores, programação, percussão, vocais de apoio, produção, composição, engenharia

Produtores adicionais
- Al Groves – engenharia
- Sam Winfield – engenharia
- Nikos Goudinakis – assistente de engenharia
- Ted Jensen – masterização
- Dan Lancaster – mixagem

## Paradas
| Parada (2014–15)                                        | Posição de pico |
| ------------------------------------------------------- | --------------- |
| Austrália (ARIA)                                        | 27              |
| Áustria (Ö3 Austria Top 75)                             | 63              |
| Bélgica (Ultratop 50 de Flandres)                       | 30              |
| Finland Download (Suomen virallinen lista)              | 23              |
| Alemanha (Offizielle Deutsche Charts)                   | 90              |
| Hungria (Single Top 40)                                 | 38              |
| Escócia (Scottish Singles Chart)                        | 11              |
| Reino Unido (UK Singles Chart)                          | 17              |
| Reino Unido (OCC UK Rock and Metal)                     | 1               |
| Estados Unidos (Bubbling Under Hot 100 Singles)         | 9               |
| Estados Unidos (Billboard Hot Rock & Alternative Songs) | 11              |
| Estados Unidos (Billboard Mainstream Rock)              | 8               |
| Estados Unidos (Billboard Rock Airplay)                 | 29              |

| Parada (2015)                               | Posição |
| ------------------------------------------- | ------- |
| US Hot Rock & Alternative Songs (Billboard) | 64      |